# La vendetta del Numero Nove
La vendetta del Numero Nove (The Rise of Nine) è un romanzo di fantascienza per ragazzi scritto da James Frey usando lo pseudonimo di "Pittacus Lore", personaggio che appare nell'opera stessa. Il libro è il terzo della serie letteraria intitolata Lorien Legacies.
Il romanzo è stato pubblicato il 21 agosto 2012 in lingua originale; in Italia è stato pubblicato il 29 agosto 2013, nella traduzione di Paolo Scopacasa e Ilaria Katerinov.
Al contrario dei precedenti capitoli (Sono il Numero Quattro e Il potere del Numero Sei), Jobie Hughes non ha preso parte alla scrittura del romanzo.

## Trama
Marina e Sei, insieme con Ella (Dieci) e Crayton (il suo Cêpan) sono su un aereo per l'India, dove sperano di trovare un altro membro dei Garde: il numero Otto. Non appena atterrano presso l'aeroporto di Nuova Delhi sono raccolti da uomini al servizio di Otto in quanto ritengono che egli sia la reincarnazione del dio indù Vishnu (poiché è stato rivelato che egli appare loro in forma di Vishnu, grazie alle sue capacità di mutare forma).
Questi uomini hanno in programma di portare i quattro fino alla cima di una montagna in Himalaya, dove Otto ha posto la sua casa. Tuttavia, prima che il gruppo raggiunga la meta, essi vengono attaccati dai soldati del Fronte di Resistenza del Signore, un'organizzazione di persone che vuole uccidere Otto e tutti quelli associati a lui.
Dopo che sono riusciti a sconfiggere i loro aggressori e raggiungere la montagna, Sei, Sette e Dieci devono affrontare tre avatar di Vishnu, che vengono utilizzati per testare se essi sono veramente membri dei Garde.
Una volta che il numero otto si rende conto che sono Loric, racconta loro la sua storia; il suo Cêpan Reynolds è stato ucciso dai Mog dopo essere stato tradito dall'amore della sua vita, un essere umano di nome Lola. Otto ha vissuto in Himalaya da allora.
Essi scoprono che una delle Eredità di Otto è la capacità di teletrasportarsi, ed hanno in programma di utilizzare tale facoltàper raggiungere New Mexico.
Allora viaggiano più in alto verso una grotta Loric contenente una grossa pietra di Loralite, che agisce come una "porta" tra diversi altri luoghi aventi una pietra Loralite.
Nella grotta vedono quadri alle pareti: sono una cronologia degli eventi accaduti (vedono la morte di Due e Tre, la battaglia di Quattro nella scuola, e Cinque mentre combatte i Mog da un albero).
In un dipinto, un Loric viene infilzato con una spada ma il volto è stato strappato via. Si scoprirà che questo è numero Otto, che si è strappato via la faccia per cercare di evitare il destino.
I Mog poi arrivano nella grotta e riescono a uccidere Crayton, costringendo il gruppo a eseguire un teletrasporto affrettato insieme dall'Himalaya. Sei viene teletrasportata in un deserto del New Mexico, mentre Otto, Sette e Dieci finiscono in Somalia. Sei è disidratata a causa del calore del deserto e in seguito viene catturata dagli agenti dell'FBI. Dopo un intenso interrogatorio riesce a uscire grazie alla sua Eredità e nel percorso di celle si imbatte in Sarah Hart, la ragazza di Quattro che presumibilmente lo ha venduto all'FBI. Con orrore di Sei, la falsa Sarah Hart si trasforma in Setrákus Ra. Lei sfida Setrákus Ra a una lotta uno contro uno, prima di essere gettata in una cella con la vera Sarah Hart.
Nel frattempo Quattro e Nove, insieme a Bernie Kosar, stanno riposando in un capannone non molto lontano dalla base Mog. All'improvviso irrompono agenti dell'FBI e, con grande sorpresa, Quattro e Nove scoprono che stanno lavorando con i Mog. 
Catturati, riescono a scappare facilmente, ferendo gravemente i loro rapitori.
Quattro chiede a uno degli agenti, l'agente Walker, dove sono detenuti Sam e Sarah e lei risponde che sono stati portati a ovest.
Walker quindi apparentemente muore.
La coppia prende un treno-merci per Chicago e discute su cosa fare. Alla fine decidono di andare a casa di Nove, che è sicura, anche se Quattro è irritato da quanto poco Nove sembra preoccuparsi di Sam e Sarah.
Nove rivela che la sua casa è al sicuro nel piano superiore del John Hancock Center, tra le sale di formazione, armadi di armi e sistemi di sorveglianza in tutta la città.
Lì scoprono che c'è un'apertura triangolare sul tablet del padre di Sam e quando collegano il cavo adatto, vedono una mappa della Terra con diversi puntini blu; due a Chicago, uno in Giamaica e quattro in India.
Si rendono conto che il tablet mostra le posizioni degli altri Garde e, visto che ci sono sette punti invece di sei, comprendono che c'era una seconda nave arrivata sulla Terra, portando con sé Dieci.
Poi vedono due punti verdi, uno nel New Mexico e l'altro in Egitto, e si rendono conto che queste sono le loro navi. Mentre guardano, quattro punti scompaiono e riappaiono, tre al largo delle coste della Somalia e uno nel New Mexico. La coppia ancora una volta discute su cosa fare dopo (con Quattro che vuole andare in New Mexico per salvare il Garde incagliato e Nove che vuole andare a casa di Sam a Paradise, in Ohio, per vedere che cosa si può trovare) e diventa violento.
La lotta va a finire sul tetto dove, dopo una lunga battaglia, Nove trattiene Quattro oltre il bordo e gli chiede di ritirare la pretesa di essere Pittacus Lore, (come aveva detto a Nove durante uno dei loro litigi) e che vanno a Paradise. 
Riluttante, Quattro accetta e Nove minaccia di farlo cadere la prossima volta. Più tardi, nella notte, Quattro ha una visione in cui a lui e Nove viene detto di andare a New Mexico. Dopo aver scoperto che Nove ha avuto la stessa visione, viaggiano insieme verso New Mexico. Quattro comincia ad avere più fiducia in Nove quando è testimone del fatto che difende un paio di autostoppisti disarmati dai loro aggressori. Poi iniziano ad aprirsi sulle loro vite precedenti.
Sette, Otto e Dieci  si teletrasportano a Stonehenge e poi nel New Mexico. Sei contatta Ella attraverso la telepatia (sviluppando l'Eredità) e apprende la sua posizione. Ha anche contatti con Quattro, che era sulla strada per New Mexico insieme a Nove. Alla fine tutti si riuniscono dopo aver distrutto i mezzi dell'FBI che stavano attaccando Quattro e Nove ed entrano nella base dove Setrákus Ra e numero Sei stanno combattendo. Setrákus Ra riesce a usare il suo potere di rimuovere l'eredità di un Garde e sconfigge Sei, ma, invece di ucciderla, usa un'arma simile ad una frusta per trasformarla in roccia nera. Il gruppo intanto cerca di aprirsi la strada attraverso la base e trova Sarah, che crede che Quattro sia Setrákus Ra cercando di ingannarla nuovamente. Una volta che Quattro la convince di essere davvero lui, si muovono, trovano anche l'agente Walker gravemente ferito. Ordinano a Sarah di controllare l'agente e di spararle se prova a scappare. In una grande sala vedono una statua nera sul tetto. Nove va a ispezionare e trova Sei lì, la quale dice loro che Setrákus Ra è morto e che la massa nera è veleno Mogadorian. Otto si teletrasporta da Sei e l'abbraccia, ma viene pugnalato proprio come la pittura nella grotta Loric aveva mostrato. Il falso Sei si trasforma poi in Setrákus Ra, che rimuove tutti i loro poteri. Nove combatte Setrákus Ra mentre Bernie Kosar combatte i soldati Mogadorian. Quattro e Marina cercano di portare via Otto in modo che l'Eredità di Marina possa salvarlo, ma sono attaccate dai Mog. John scopre di poter guarire le persone quando colpiscono Sarah e poi cerca di proteggere Marina. Otto si fa male e sta perdendo sangue molto rapidamente. Ella dal nulla arriva e lancia un oggetto rosso a Ra, permettendo ai Garde di ottenere indietro i loro poteri. Questo permette a Marina di guarire tutti e salvare la vita di Otto. Misteriosamente Ra e i Mog scompaiono nel nulla. Sei riesce ad uscire dalla roccia nera e tutti i Garde decidono che è arrivato il momento di attaccare i Mog con tutto quello che hanno ma per farlo devono prima trovare Cinque.  

## Edizioni italiane
- James Frey, La vendetta del Numero Nove, traduzione di Paolo Scopacasa e Ilaria Katerinov, Milano, Editrice Nord, 2013, ISBN 9788842916697.
- James Frey, La vendetta del Numero Nove, traduzione di Paolo Scopacasa e Ilaria Katerinov, Milano, TEA Libri, 2014, ISBN 9788850236862.